# 블라디미르 K. 즈보리킨
블라디미르 코스마 즈보리킨(러시아어: Влади́мир Козьми́ч Зворы́кин 1888/1889 – 1982년 7월 29일)은 러시아계 미국인 발명가, 엔지니어, 텔레비전 기술의 선구자로, 음극선관을 사용하는 텔레비전 송수신 시스템을 발명했다. 그는 전하 저장형 튜브, 적외선 이미지 튜브, 전자현미경 등 30년대 초반부터 텔레비전의 실질적인 발전에 기여를 했다.

## 어린 시절과 교육
블라디미르 즈보리킨은 1888년 또는 1889년 러시아 무롬에서 부유한 상인의 가족으로 태어났다. 그는 비교적 평온하게 자랐고 종교적 휴일을 제외하고는 아버지를 거의 보지 못했다.
그는 보리스 로싱 밑에서 상트페테르부르크 공과 대학교(Санкт-Петербургский Технологический Институт (Технический Университет))에서 공부했다. 그는 로싱이 상트페테르부르크 포병 학교에 있는 로싱의 개인 연구실 지하에서 텔레비전 실험 작업을 하는 것을 도왔다. 그들은 즈보리킨이 이전에 들어본 적이 없는 "전기 망원경" 문제에 대해 연구했다. 이때 '전기 망원경'(또는 나중에 텔레비전이라고 불림)은 꿈에 불과했다. 즈보리킨은 다른 사람들이 1880년대부터 이 아이디어를 연구해 왔다는 사실이나 로싱 교수가 1902년부터 비밀리에 연구해 왔고 훌륭한 진전을 이뤘다는 사실을 몰랐다. 로싱은 1907년에 텔레비전 시스템에 대한 첫 번째 특허를 신청했는데, 수신기로는 초기 음극선관을, 송신기로 기계적 장치를 사용했다. 개선된 디자인을 기반으로 한 1911년 그의 시연은 모든 종류의 TV 중에서 세계 최초였다.

## 경력
즈보리킨은 1912년에 졸업했다. 그런 다음 파리의 폴 랑주뱅 교수 밑에서 X-선을 연구했다. 제1차 세계 대전 중에 즈보리킨은 러시아 신호대에 입대하여 복무했다. 그런 다음 그는 러시아 육군을 위해 생산되고 있는 무선 장비를 테스트하는 일을 했다. 즈보리킨은 1918년 러시아 내전 동안 러시아를 떠나 미국으로 향했다. 그는 러시아 과학자 이노켄티 톨마체프가 이끄는 탐험의 일환으로 시베리아를 거쳐 오비 강을 따라 북쪽으로 북극해까지 여행했으며 결국 1918년 말에 미국에 도착했다. 그는 1919년 블라디보스토크를 거쳐 당시 콜차크 제독 정부의 수도였던 옴스크로 돌아갔다가 다시 옴스크 정부의 공무로 미국으로 돌아갔다. 이러한 임무는 콜차크의 죽음으로 시베리아에서 러시아 백군이 붕괴되면서 끝났다. 즈보리킨은 미국에 계속 남아 있기로 결정했다.

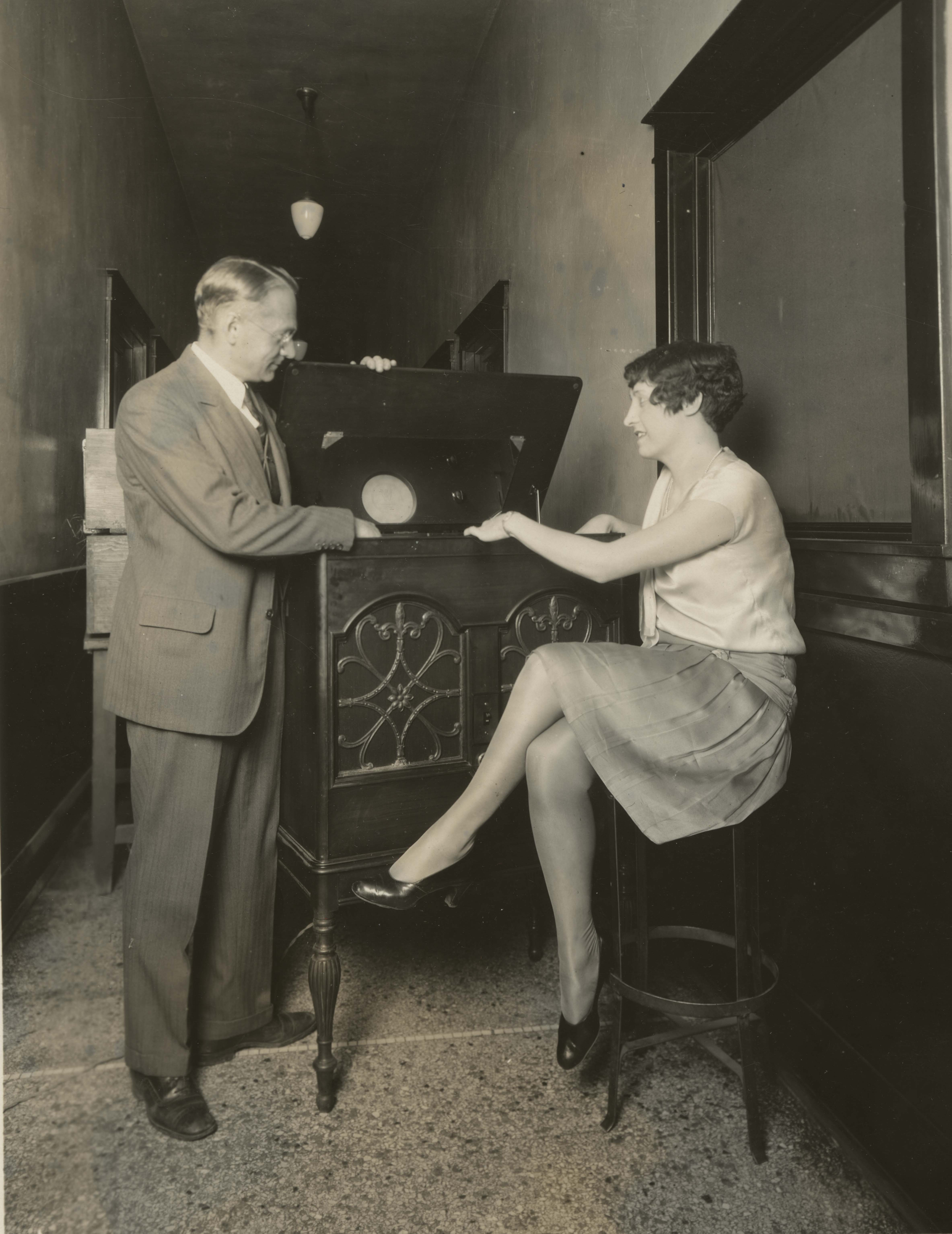
전자 텔레비전을 시연하는 즈보리킨 (1929).

미국에 도착한 후 즈보리킨은 피츠버그에 있는 웨스팅하우스 연구소에서 일을 찾았고 결국 텔레비전 실험에 참여할 기회를 얻었다.
즈보리킨은 1923년 미국에서 텔레비전 특허를 신청했는데, 그는 자신의 발명을 두 개의 특허 출원으로 요약했다. "텔레비전 시스템"이라는 제목의 첫 번째는 1923년 12월 29일에 제출되었으며, 1925년에 본질적으로 동일한 내용의 두 번째 출원이 뒤따랐지만 약간의 변경과 색상 전송 및 수신을 위한 Paget 유형의 RGB 래스터 스크린이 추가되었다. 1928년에 1925년에  출원한 발명에 대한 특허를 받았으며, 1931년에 분할된 1923년 출원에 대해 2개의 특허를 받았다. 설명된 장비가 성공적으로 시연되지는 않았다.:51,2 그는 음극선관을 송신기와 수신기로 설명했다. 스캔 주기 사이에 전자 방출을 방지하는 것이 기본 목적인 이 작업은 1908년 6월 《네이쳐》지에 발표된 A. A. 캠벨 스원턴의 제안을 연상시킨다.

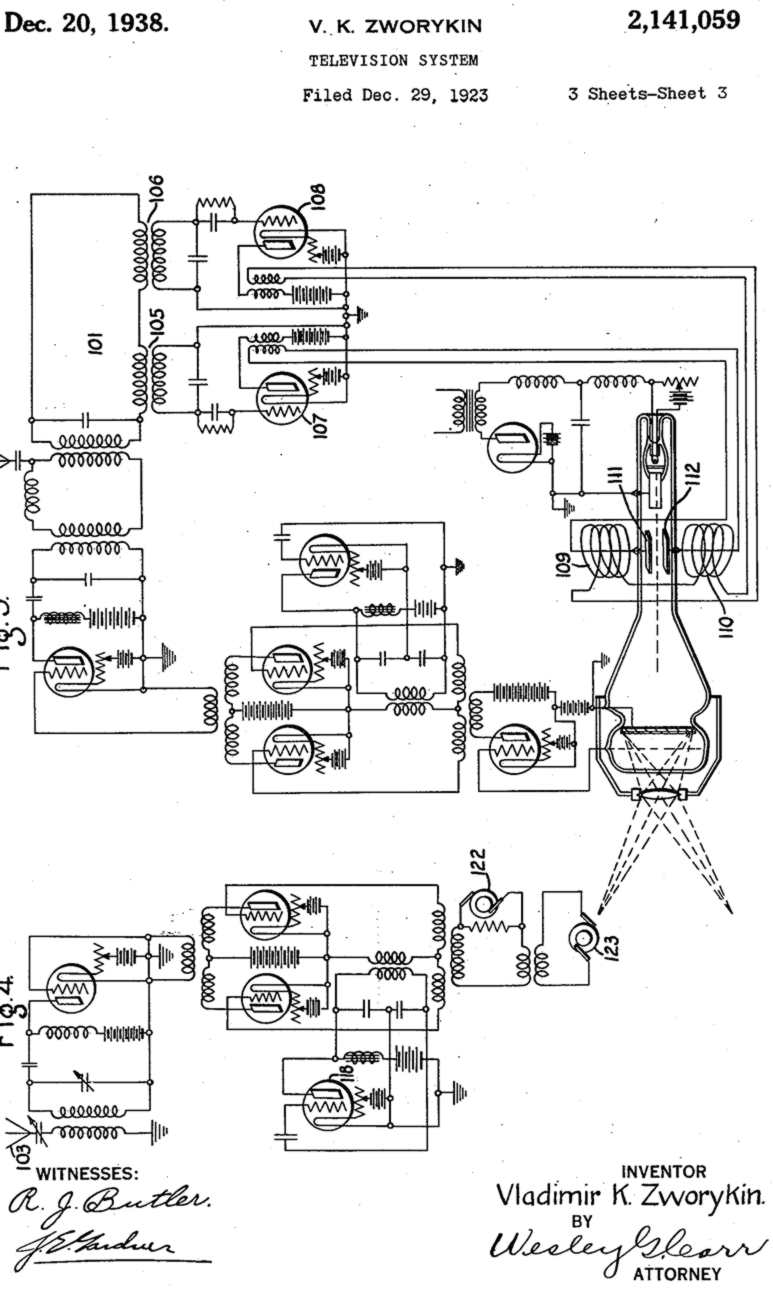
즈보리킨의 1923년 특허 출원 《텔레비전 시스템》에서 가져온 것이다.

즈보리킨이 실시한 시연(1925년 말 또는 1926년 초)은 음극선관에 기반한 시스템에 내재된 가능성을 보여 주었지만 웨스팅하우스 경영진에게는 성공과 거리가 멀었다. 그는 경영진으로부터 "보다 실용적인 노력에 시간을 할애하라"는 말을 들었지만 자신의 시스템을 완성하기 위한 노력을 계속했다.
1926년 피츠버그 대학에서 박사 학위를 취득한 그의 박사 학위 논문에서 알 수 있듯이 그의 실험은 광전 셀의 출력을 개선하는 방향으로 진행되었다. 그러나 이러한 방식으로 개선할 수 있는 범위에는 한계가 있었기 때문에 1929년에 그는 '진동 거울'과 '팩스' 전송으로 돌아와 이를 설명하는 특허를 출원했다. 그러나 이때 그는 개선된 음극선 수신관에 대해서도 실험하고 있어 1929년 11월에 이에 대한 특허 출원을 제출했으며, "키네스코프"라는 이름의 새로운 수신기를 소개하고 이틀 후 라디오 엔지니어 협회 대회에서 논문을 발표하였다.
12월까지 수신기의 프로토타입을 개발한 즈보리킨은 데이비드 사르노프를 만났고, 결국 그에게 고용되어 뉴저지주 캠던에 있는 미국 라디오 주식회사 (RCA)의 공장과 연구소에서 텔레비전 개발을 담당하게 되었다.
RCA의 캠던 연구소로의 이전은 1930년 봄에 이루어졌으며 송신기 개발이라는 어려운 작업이 시작될 수 있었다. 1930년 중반에 사내 평가가 있었는데 키네스코프가 잘 작동했지만(그러나 60개의 라인 정의만 있음) 송신기는 여전히 기계식이었다. 즈보리킨 팀이 새로운 유형의 음극선 송신기를 개발하기로 결정했을 때 "돌파구"가 오게 되었다. 이 음극선 송신기는 1928년에 헝가리 발명가 티허니 칼만이 우선권을 주장하면서 영국과 프랑스에서 발표된 특허에 기재되어 있었는데, 1930년 7월에 RCA 회사에서 이 발명가에게 연락을 취하였다. 이것은 주사 전자 빔이 광학 이미지가 투사되는 동일한 면에서 광전지를 공격하는 기이한 디자인이었다. 더 중요한 것은 음극선 빔에 의한 두 스캔 사이의 전체 시간 동안 전하를 축적하고 저장하는 완전히 새로운 원리에 기반한 작동이 특징인 시스템이었다.

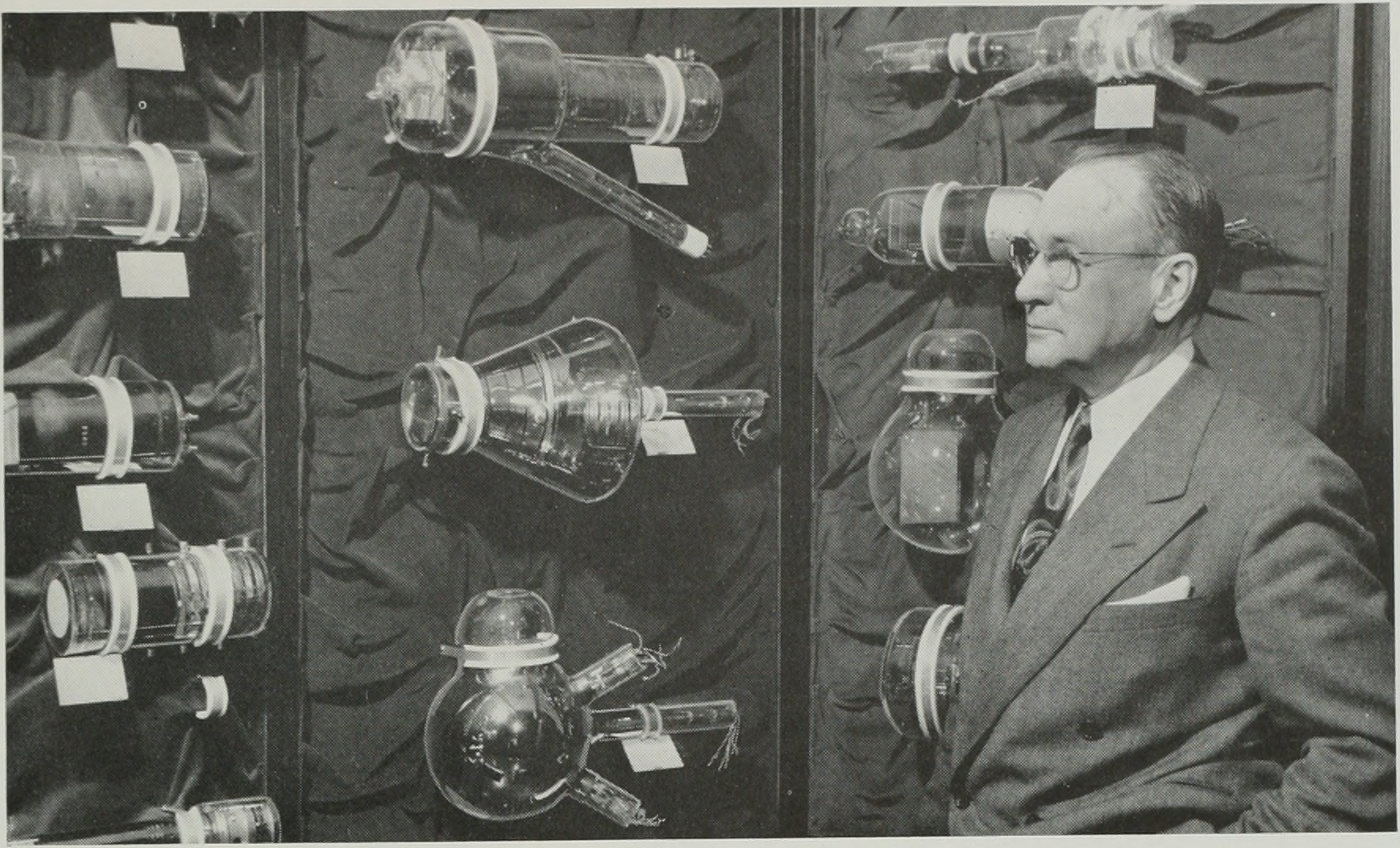
즈보리킨과 그가 개발한 몇 종류의 역사적인 카메라 튜브

앨버트 아브람슨에 따르면, 즈보리킨의 실험은 1931년 4월에 시작되어  1931년 10월 23일 최초의 유망한 실험용 송신기를 달성한 후 새로운 카메라 튜브의 이름을 아이코노스코프로 하기로 결정했다. 그는 1932년에 RCA에 처음으로 자신의 아이코노스코프를 선보였다. 그는 이것에 대한 작업을 계속했으며 "1934년에 발표된 이미지 아이코노스코프는 즈보리킨과 RCA의 라이선스를 받은 텔레푼켄 간의 협력의 결과였다. . . . 1935년 라이히스포스트(Reichspost)에서는 이 튜브를 사용하고 180라인 시스템을 적용하여 공영 방송을 시작했다."
RCA는 즈보리킨이 1931년 이전에 작동하는 송신기 튜브를 실제로 생산했다는 증거를 제시할 수 없다는 사실에도 불구하고, 즈보리킨의 1923년 특허가 필로 판즈워스의 설계보다 우선권이 있다고 주장하면서 경쟁 텔레비전 과학자 필로 판즈워스를 상대로 저촉 소송을 제기했다. 판즈워스는 1928년에 즈보리킨에 대한 두 개의 저촉 청구에서 패소했지만 이번에는 그가 승소하여 미국 특허청에서는 1934년에 '이미지 분해기' 발명의 우선권을 판즈워스에게 부여하는 결정을 내렸다. RCA는 후속 항소에서 패하였지만 다양한 문제에 대한 소송이 몇 년 동안 계속되었고 마침내 사노프가 판즈워스에게 로열티를 지불하기로 동의하였다. 즈보리킨은 1923년 특허 출원된 컬러 전송 버전에 대해 1928년에 특허를 받았다. 그는 또한 1931년에 원래 출원을 분할하여 1935년에 특허를 받았는데, 두번째 특허는 특허청의 이의에도 불구하고, 결국 1938년에 판즈워스와 무관한 다른 저촉 판결에 의하여 항소법원에 의하여 발급되었다.

## 이후의 삶
즈보리킨은 1951년에 재혼했다. 그의 아내는 러시아 태생의 펜실베이니아 대학교 세균학 교수인 캐서린 폴레비츠키(1888-1985)였다. 두 사람 모두 재혼이었다. 결혼식은 뉴저지 주 벌링턴에서 열렸다. 그의 결혼과 세계 여행에 대한 사진 기록은 온라인에서 볼 수 있다. 그는 1954년에 은퇴했다.
의료 공학과 생물 공학의 새로운 지평이 그에게 매력적이었고, 그는 국제 의료 및 생물 공학 연맹의 창립자이자 초대 회장이 되었다. 이 연맹은 즈보리킨 상을 통해 뛰어난 연구 공학에 계속해서 경의를 표하고 있다.

## 죽음
즈보리킨은 1982년 7월 29일 뉴저지 주 프린스턴에서 사망했고, 그의 아내 캐서린은 1985년 2월 18일에 사망했다.

## 명예

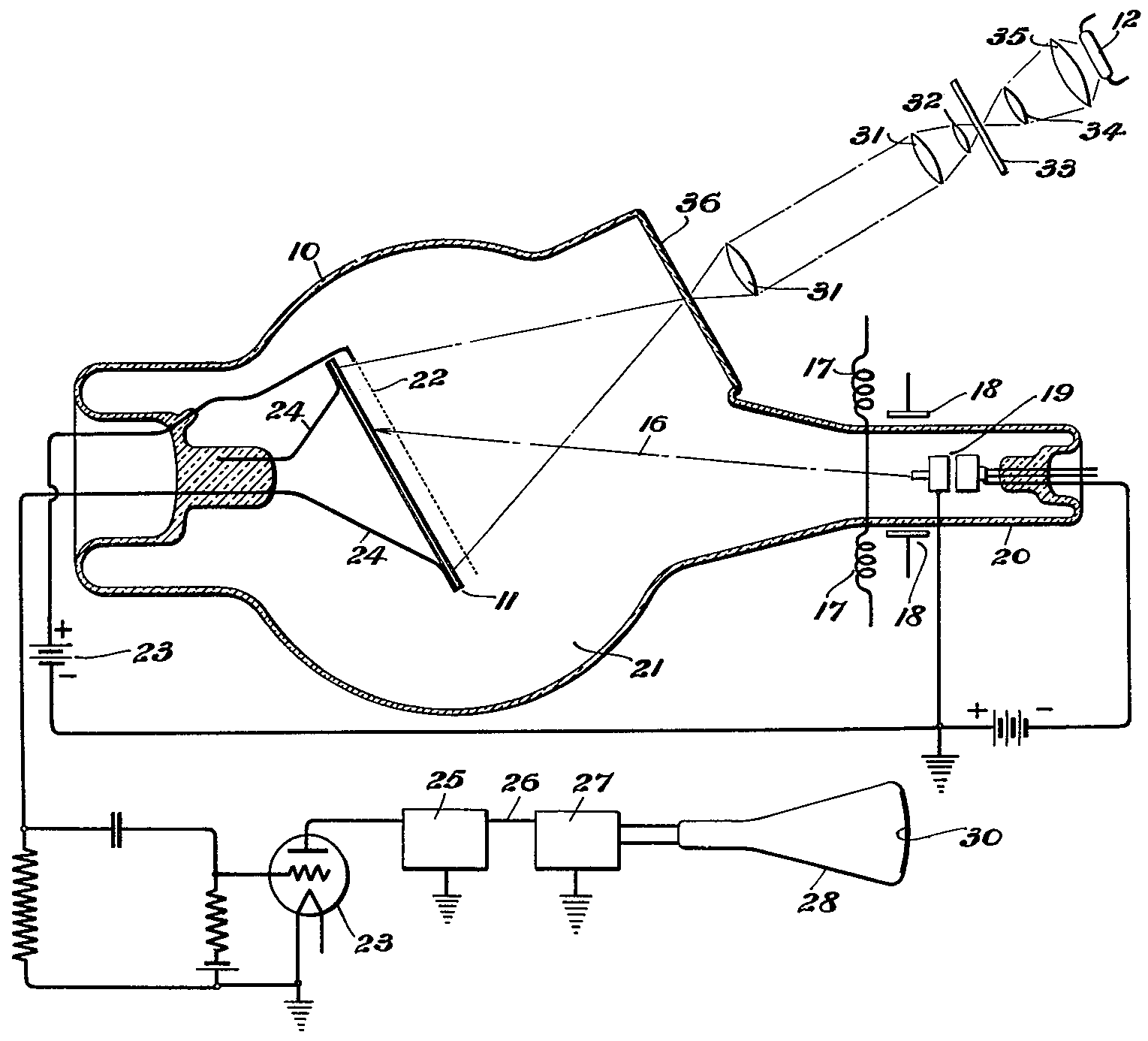
카메라 부품과 유사한 장치를 구비한 블라디미르 즈보리킨의 이코노스코프의 1931년 특허 도면

지속적인 승진 과정을 통해 즈보리킨은 RCA의 많은 중요한 개발에 계속 참여했으며 1934년 라디오 공학자 협회 (Institute of Radio Engineers)로부터 '모리스 리브만(Morris Liebmann) 기념상'을 포함하는 몇 가지 뛰어난 영예를 받았다.
1941년에 그는 미국 예술 과학 아카데미 회원으로 선출되었다.
그는 1947년 프랭클린 연구소로부터 하워드 N. 포츠 메달을 수상했다.
그는 1948년 미국 철학회 회원으로 선출되었다.
그는 1954년에 RCA의 명예 부사장으로 임명되었다.
1966년에 그가 회원이었던 국립 과학 아카데미는 과학, 공학, 텔레비전 도구에 대한 그의 공헌과 의학에 대한 공학의 적용을 촉진한 공로로 그에게 국가 과학 메달을 수여했다.
1967년 즈보리킨은 미국 성취 학술원 (American Academy of Achievement)의 '골든 플레이드 어워드'를 수상했다.
그는 국제 의료 전자 및 생물 공학 연맹의 창립 회장이었으며 영국으로부터 패러데이 메달 (1965)을 받았으며 1977년부터 미국 국립 명예의 전당 회원이 되었습니다
그는 1980년 독일의 '에두아르트 라인 재단'으로부터 최초의 '에두아르트 라인 명예의 반지'를 받았다.
1952년부터 1986년까지 IEEE는 훌륭한 엔지니어에게 블라디미르 K. 즈보리킨의 이름으로 상을 수여했다. 보다 최근에 즈보리킨 상은 국제 의료 및 생명 공학 연맹 (International Federation for Medical and Biological Engineering)에서 수여했다.
즈보리킨 어워드의 가장 완전한 목록은 historyTV.net에서 온라인으로 확인할 수 있다.

## 유산
즈보리킨은 뉴저지 발명가 명예의 전당과 국립 발명가 명예의 전당에 헌액되었다. 또한 오레곤 주 비버튼에 있는 텍트로닉스사에서는 즈보리킨의 름을 따서 회사 캠퍼스의 거리 이름을 지정했다.
1995년 일리노이 대학교 출판부에서는 Albert Abramson의 《즈보리킨, 텔레비전의 개척자》를 출간했다.
2010년 레오니드 파르피요노프(Leonid Parfyonov)는 즈보리킨에 대한 다큐멘터리 영화인 "Zvorykin-Muromets"를 제작했다.
즈보리킨은 미국 과학 또는 문화에 뛰어난 공헌을 한 러시아 이민자를 기리는 러시아계 미국인 총회의 명예의 전당에 등재되어 있다.

## 같이 보기
- 존 로지 베어드
- 티허니 칼만
- 필로 판즈워스
- 무언가의 "아버지" 또는 "어머니"로 알려진 사람들의 목록

## 추가 자료
- Albert Abramson (1987) The History of Television 1880 to 1941, Jefferson: McFarland.
- Albert Abramson (2003)Die Geschichte des Fernsehens 1880 bis 1941, München, Fink Verlag.
- Albert Abramson (1995) Zworykin, Pioneer of Television, University of Illinois Press, Champaign.
- Fritz Schröter (1932) Handbuch der Bildtelegraphie und des Fernsehens, Berlin: Julius Springer.
- Fritz Schröter (1937) Fernsehen. Die neueste Entwicklung insbesondere der deutschen Fernsehtechnik, Berlin: Julius Springer.
- Walter Bruch (1967) Kleine geschichte des deutschen Fernsehens, Berlin: Hande & Spender.
- The Farnsworth Invention: Fact -v- Fiction
- Mark Heyer (2010년 11월 29일). “IEEE Global History Network - Oral-History: Interview with Vladimir Zworykin on July 4, 1975”. IEEE. 2011년 3월 14일에 확인함.
- “IEEE Global History Network - Vladimir Zworykin”. IEEE. 2010년 9월 16일. 2011년 3월 14일에 확인함.
- Compilation of biographies of Vladimir Zworykin- including photographs and bibliography, compiled by Prof. Eugenii Katz of The Hebrew University.
- Recipients of the IEEE Vladimir K. Zworykin Award - 웨이백 머신 (보관됨 11월 26, 2005)
- (Russian) Vasin A.N., Velembovskaya K.M. Pages of the Biography of the "Father of TV" V.K. Zworykin (1888-1982) magazine "Modern and Contemporary History", Russian Academy of Science, Moscow, 2009,№5 보관됨 2016-03-04 - 웨이백 머신
- Awards of Vladimir K. Zworykin